# 万善桥 (德清)
30°31′33.72″N 120°7′59.27″E / 30.5260333°N 120.1331306°E
万善桥，一说为万寿桥，是浙江省湖州市德清縣境內的一座古橋，位於德清縣新安镇舍北村。桥梁为单孔拱桥，年代据形制为南宋。万善桥于2005年3月16日与其余十二座古桥被浙江省人民政府以德清古桥群的名义公佈列為浙江省省級文物保護單位，2013年5月被國務院列為第七批全國重點文物保護單位。

## 結構
万善桥為单孔石拱桥，全长17.6米，宽2米，净跨6.8米，矢高3.66米。桥梁使用武康石修筑，拱券分为4段，以分节并列法砌筑，券脸石刻有“万善”桥名。